# Саудовская Аравия на летних Олимпийских играх 1976
Саудовская Аравия принимала участие в Летних Олимпийских играх 1976 года в Монреале (Канада) второй раз в истории и не завоевала ни одной медали. Сборную страны представляли 14 спортсменов, выступавших только в лёгкой атлетике.

## Результаты

### Лёгкая атлетика
| Спортсмен                                                      | Дисциплина       | Квалификация | Квалификация | Четвертьфинал        | Четвертьфинал        | Полуфинал             | Полуфинал             | Финал                 | Финал                 |
| Спортсмен                                                      | Дисциплина       | Время        | Место        | Время                | Место                | Время                 | Место                 | Время                 | Место                 |
| -------------------------------------------------------------- | ---------------- | ------------ | ------------ | -------------------- | -------------------- | --------------------- | --------------------- | --------------------- | --------------------- |
| Мохамед Аль-Сехли                                              | 100 м            | 11,10        | 54           | Завершил выступления | Завершил выступления | Завершил выступления  | Завершил выступления  | Завершил выступления  | Завершил выступления  |
| Хамид Али                                                      | 200 м            | 23,37        | 43           | Завершил выступления | Завершил выступления | Завершил выступления  | Завершил выступления  | Завершил выступления  | Завершил выступления  |
| Ахмед Аль-Ассири                                               | 400 м            | 49,72        | 42           | Завершил выступления | Завершил выступления | Завершил выступления  | Завершил выступления  | Завершил выступления  | Завершил выступления  |
| Аттия Аль-Кахтани                                              | 800 м            | 1:57,67      | 23           | N/A                  | N/A                  | Завершил выступления  | Завершил выступления  | Завершил выступления  | Завершил выступления  |
| Шейкр Аль-Шабани                                               | 1500 м           | 4:08,70      | 40           | N/A                  | N/A                  | Завершил выступления  | Завершил выступления  | Завершил выступления  | Завершил выступления  |
| Раджа Фарадж Аль-Шалави                                        | 10000 м          | DNF          | DNF          | N/A                  | N/A                  | N/A                   | N/A                   | Завершил выступления  | Завершил выступления  |
| Камил Аль-Аббаси                                               | 400 м с/б        | 55,00        | 21           | N/A                  | N/A                  | Завершил выступления  | Завершил выступления  | Завершил выступления  | Завершил выступления  |
| Мохамед Аль-Сехли Мохамед Али Аль-Малки Салим Халифа Хамид Али | эстафета 4х100 м | 42,00        | 20           | N/A                  | N/A                  | Завершили выступления | Завершили выступления | Завершили выступления | Завершили выступления |
| Камил Аль-Аббаси Хамид Али Ахмед Аль-Ассири Хассан масаллам    | эстафета 4х400 м | N/A          | N/A          | N/A                  | N/A                  | 3:17,53               | 15                    | Завершили выступления | Завершили выступления |

| Спортсмен            | Дисциплина      | Квалификация | Квалификация | Финал                | Финал                |
| Спортсмен            | Дисциплина      | Результат    | Место        | Результат            | Место                |
| -------------------- | --------------- | ------------ | ------------ | -------------------- | -------------------- |
| Мохамед Аль-Бухари   | тройной прыжок  | 13,85        | 23           | Завершил выступления | Завершил выступления |
| Гази Салех Марзук    | прыжок в высоту | NM           | DNF          | Завершил выступления | Завершил выступления |
| Саад Аль-Биши        | Толкание ядра   | 11,68        | 23           | Завершил выступления | Завершил выступления |
| Махмуд Аль-Забрамави | метание диска   | 35,94        | 29           | Завершил выступления | Завершил выступления |